# Depressaria emeritella
Depressaria emeritella là một loài bướm đêm thuộc họ Oecophoridae. Nó được tìm thấy ở hầu hết châu Âu. Nó cũng được tìm thấy ở Cận Đông và phần phía đông của miền Cổ bắc.
Sải cánh dài 22–26 mm. Con trưởng thành bay từ tháng 7 đến tháng 8 and then hibernating until the following spring. Có một lứa một năm.
Ấu trùng ăn Tanacetum vulgare. Chúng sống ở rolled leaves of their host plant. Pupation takes place in a cocoon in the earth.

## Hình ảnh

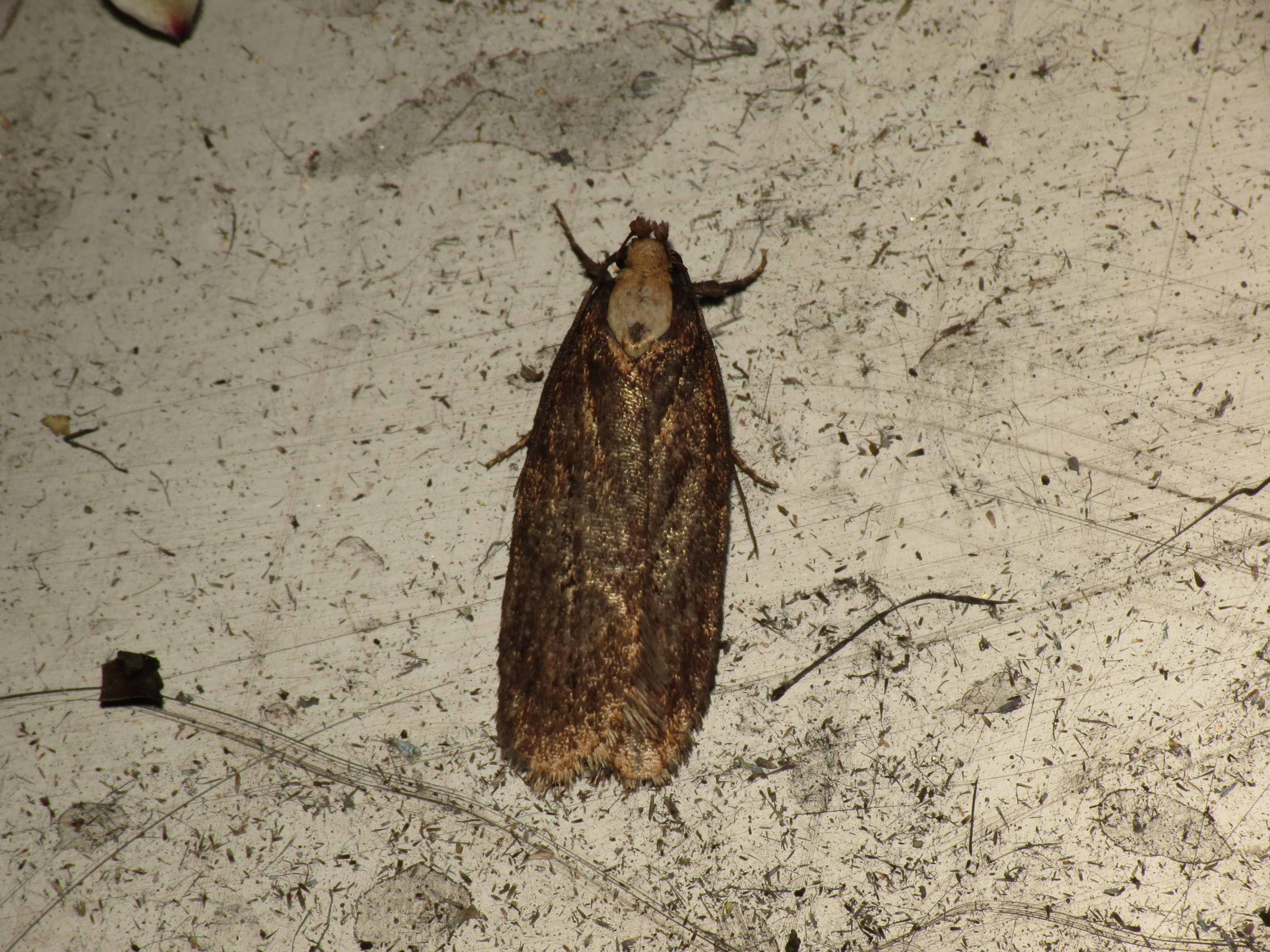
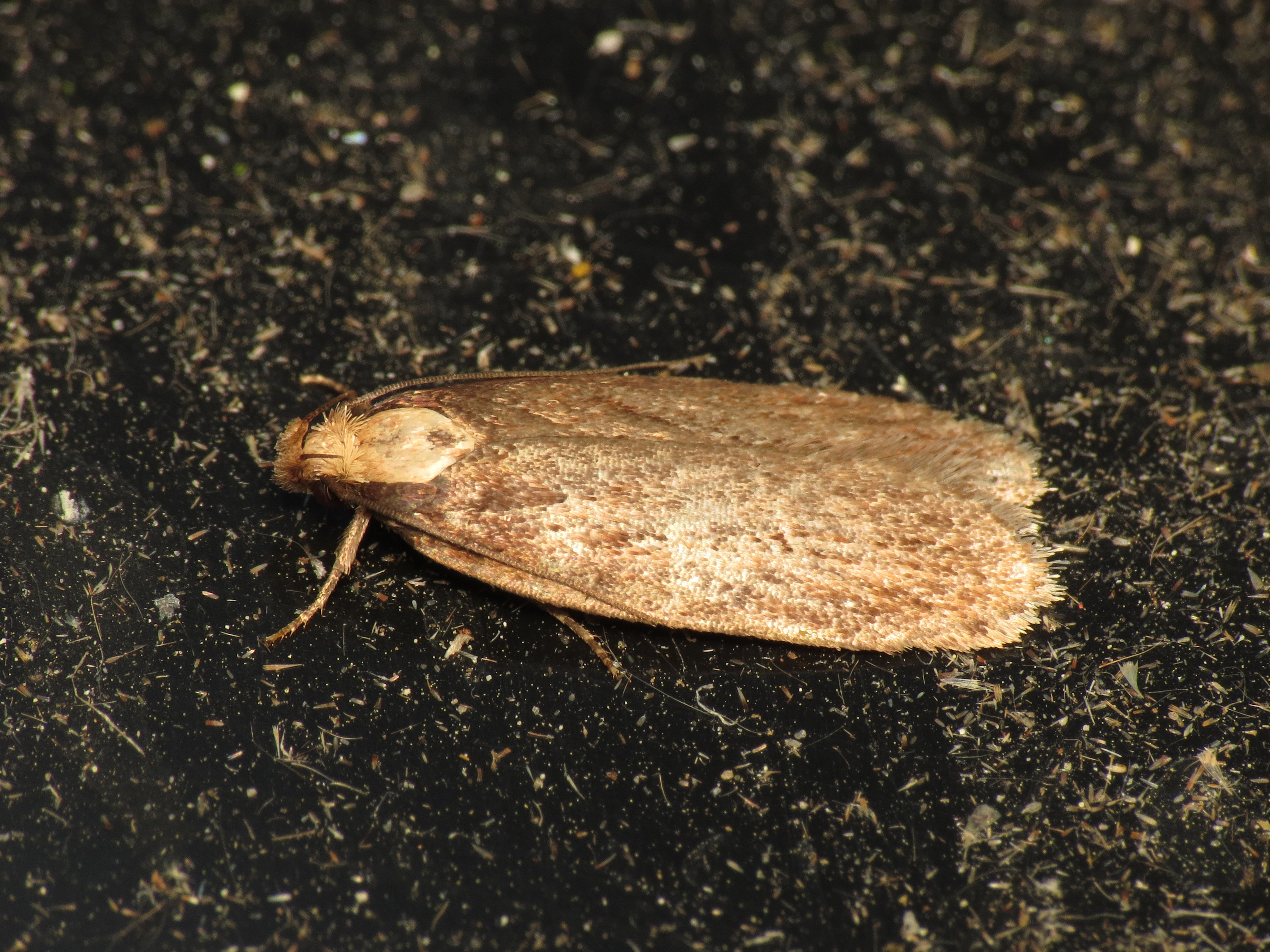
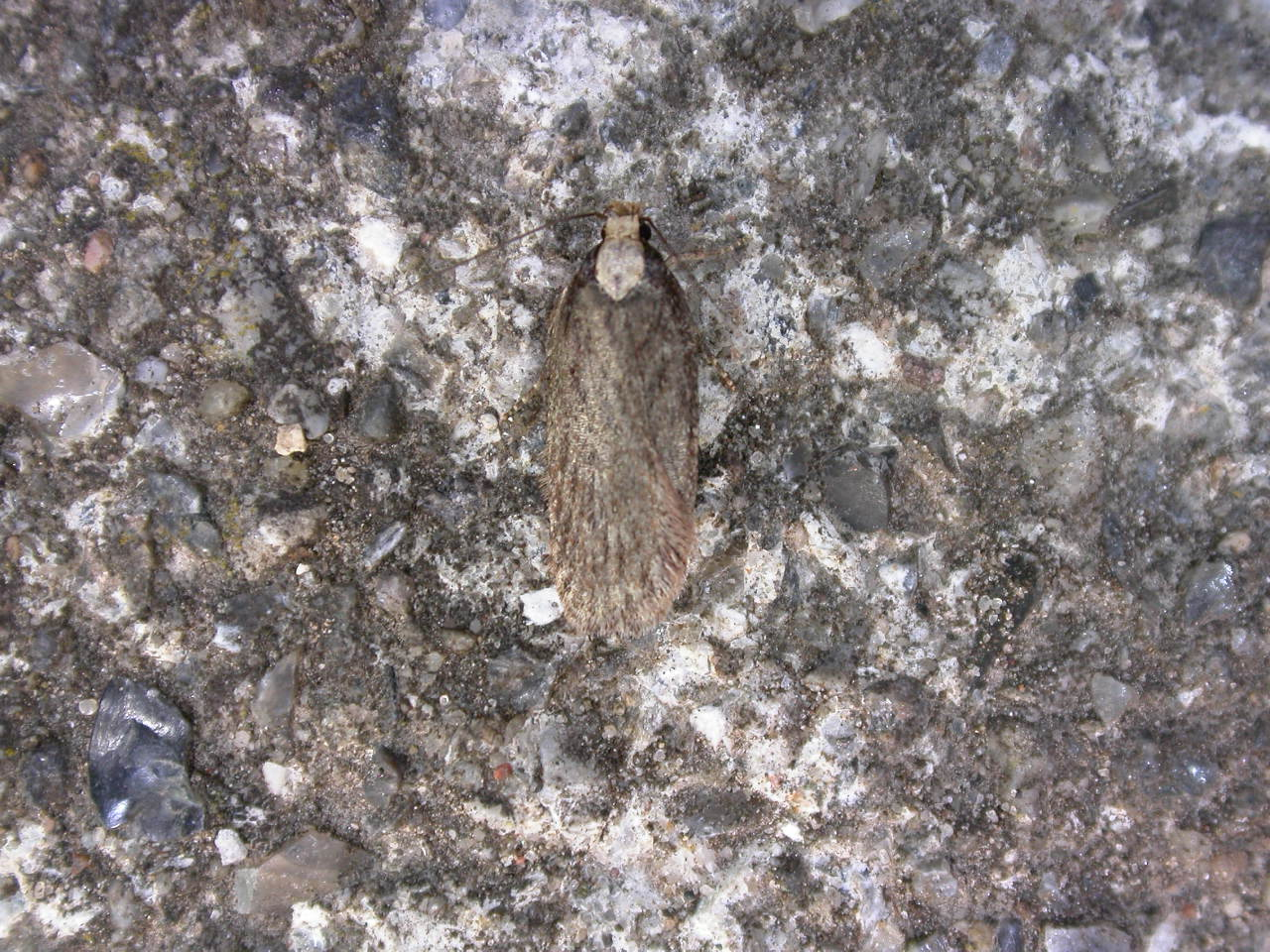
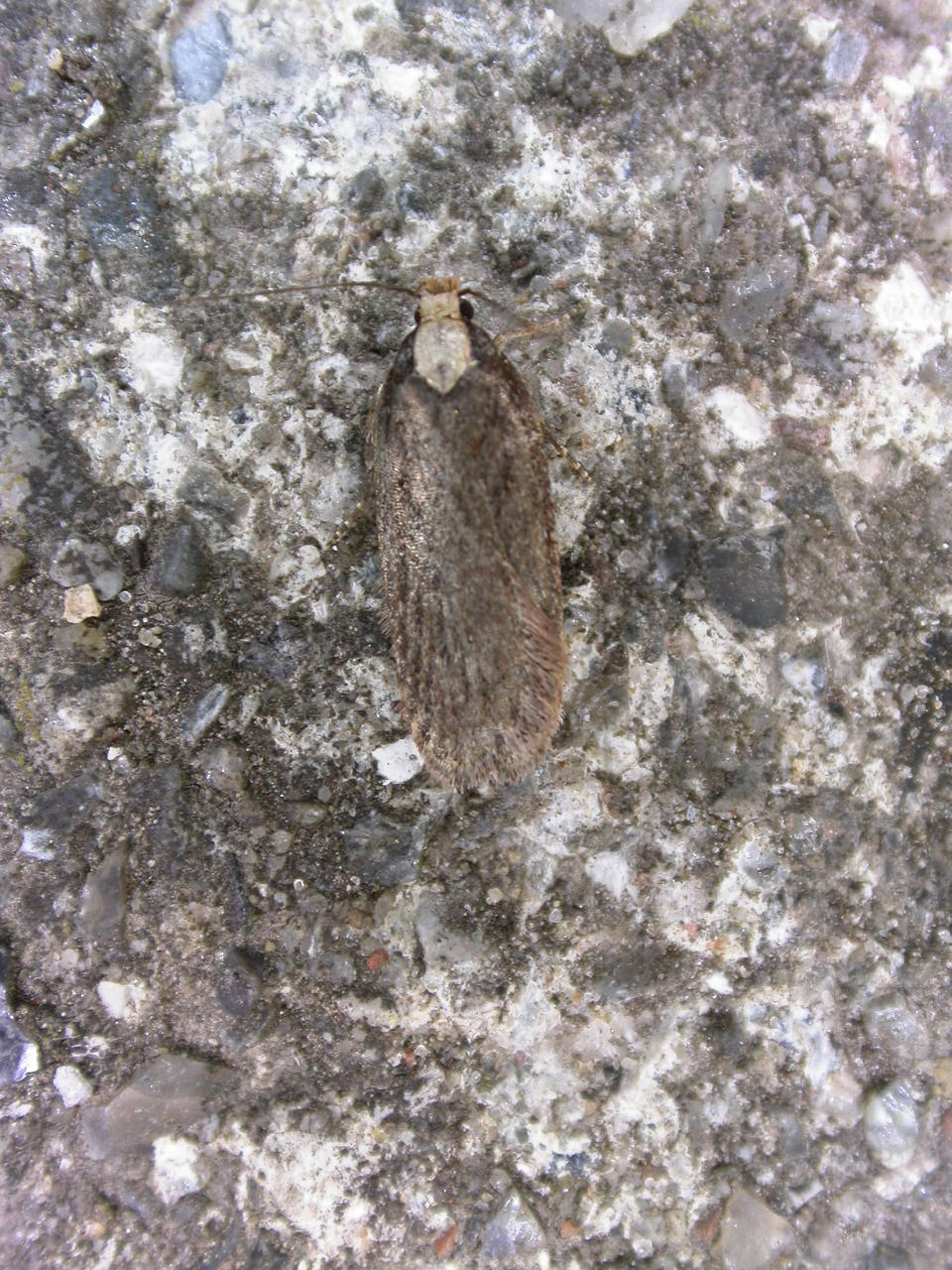